# Zen y el arte del mantenimiento de la motocicleta
«Zen y el arte del mantenimiento de la motocicleta: Una investigación sobre los valores», publicado por primera vez en 1974, es una obra de ficción filosófica, el primero de los textos en que Robert M. Pirsig explora su metafísica de la calidad.
El libro vendió 5 millones de copias en todo el mundo.
El título aparenta un juego de palabras con el título del libro Zen en el arte del tiro con arco. En su introducción, Pirsig explica que, a pesar del título, «no debería en ningún caso ser asociado con ese gran cuerpo de información sobre los hechos relativos a la práctica ortodoxa del budismo zen. Tampoco es muy literal en lo que respecta a las motocicletas.»
El libro suele ser considerado como un icono cultural americano en la literatura.

## Estructura
El libro describe, en primera persona, un viaje de 17 días en motocicleta de Minnesota al norte de California por el autor (aunque no se identifica en el libro) y su hijo Chris. Los primeros días del viaje los acompañan sus amigos cercanos John y Sylvia Sutherland, de quienes se separan en Montana. El viaje está marcado por numerosas discusiones filosóficas, conocidas como "chautauquas" por el autor, sobre temas como la epistemología, el emotivismo ético y la filosofía de la ciencia.
Muchas de estas discusiones están entrelazadas por el yo pasado del propio narrador, a quien se refiere en tercera persona como Phaedrus (Fedro en la traducción al español; nombre tomado del diálogo de Platón). Phaedrus, maestro de escritura creativa y técnica en un pequeño colegio, se dedica a la cuestión de qué es lo que define a la buena escritura, y en general lo bueno o de "calidad". Sus investigaciones filosóficas finalmente lo llevan a la locura y es sometido a terapia electroconvulsiva, que cambia permanentemente su personalidad.
Hacia el final del libro, la personalidad de Phaedrus comienza a resurgir y el narrador se reconcilia con su pasado.